# Marnixgebouw

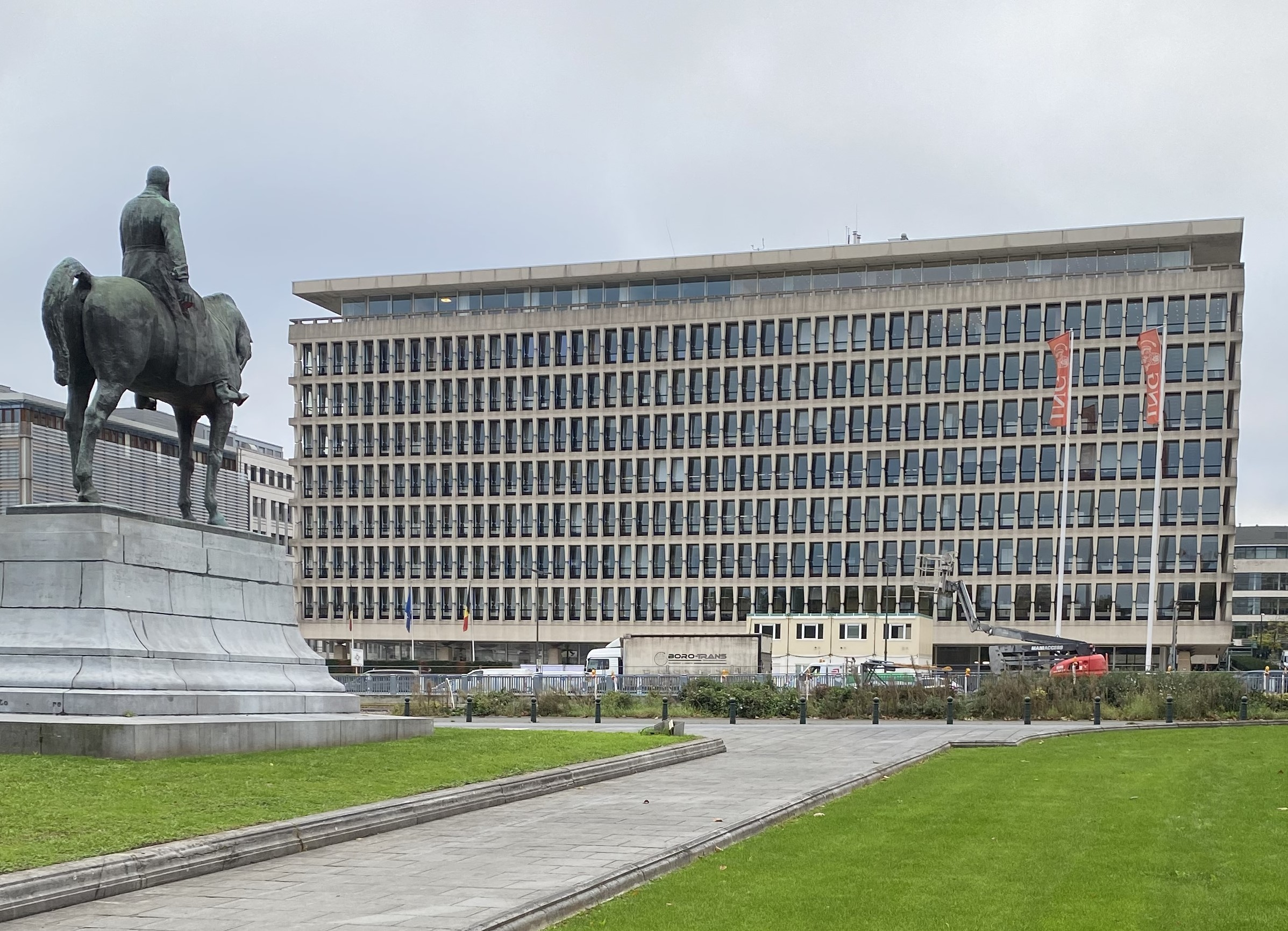
Het Marnixgebouw vanaf het Troonplein

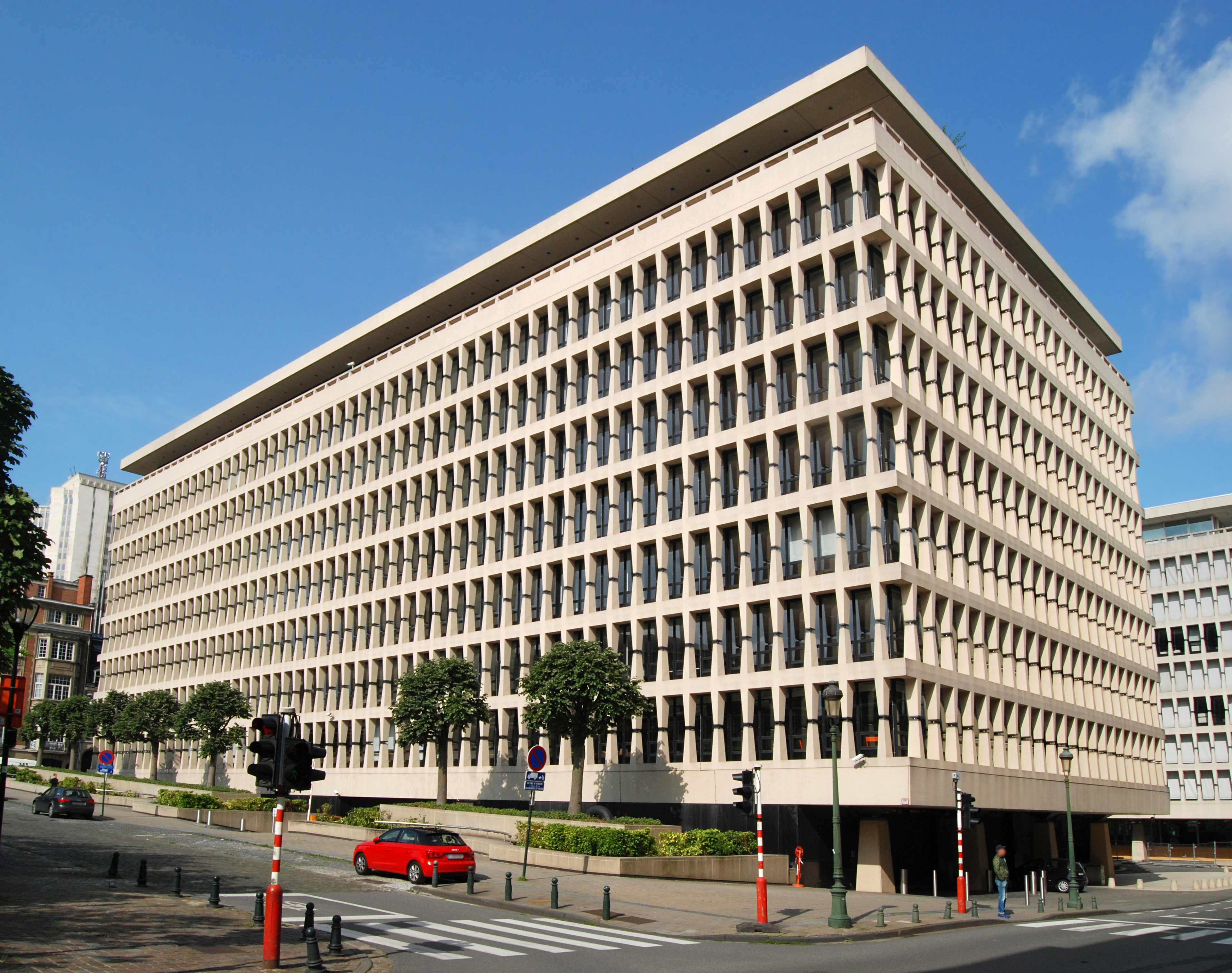
De achterzijde van het Marnixgebouw

Het Marnixgebouw is een modernistisch kantoorgebouw in de Belgische hoofdstad Brussel. Het is de hoofdzetel van ING België en de Groupe Bruxelles Lambert. Het gebouw ligt aan de Marnixlaan. Aan de overzijde van het Troonplein ligt het Koninklijk Paleis. Het perceel wordt afgebakend door de Troonstraat, Esplanadestraat en Egmontstraat en ringweg.

## Geschiedenis
Het Marnixgebouw werd in de jaren 1960 gebouwd op de site van het voormalige neoklassieke herenhuis van de familie Lambert uit 1885 op de hoek van de Marnixlaan en de Kunstlaan. Na een brand in het herenhuis in 1956 besliste Léon Lambert om, wegens de groeiende bankactiviteiten, de aangrenzende percelen te kopen en een nieuwe zetel voor de Bank Lambert te bouwen. Hij contacteerde persoonlijk de Amerikaanse architect Gordon Bunshaft. Op de hoogste verdieping van het gebouw had Lambert een appartement en ontvangstruimte die dienst deed als een soort museumzaal voor zijn enorme kunstverzameling.
In 1975 fuseerde de Bank Lambert met de Bank van Brussel tot de Bank Brussel Lambert (BBL). Ook de Groupe Bruxelles Lambert, referentieaandeelhouder van de bank, vond er onderdak. In 1998 werd de BBL een onderdeel van de Nederlandse ING Groep. Sindsdien huisvest het Marnixgebouw de hoofdzetel van ING België.
In 1992 werd het gebouw met twee vleugels, Marnix II en Marnix III, uitgebreid.
Sinds 2021 staat het Marnixgebouw op de bewaarlijst van het Brusselse erfgoed.